# 長円寺 (足立区)
長円寺（ちょうえんじ）は、東京都足立区にある新義真言宗の寺院。

## 概要
江戸時代初期、出羽国湯殿山の行者の雲海によって開山された。雲海が持っていた薬師如来像が本尊である。定朝の作といわれ、秘仏となっている。
かつての境内は広く、山門から一直線に延びる道は、境内の中の参道だったという。その参道に沿ってカラタチの生け垣が続いていたことから「からたち寺」の異名を持つ。
境内には、魚籃観音堂があり、魚籃観音が安置されている。元々は隣の氷川神社の御神体（本地仏）だったが、明治時代の神仏分離で当寺に移された。

## めやみ地蔵
山門の左側にあるお堂。子育と眼病平癒に効果があるので「めやみ地蔵」と呼ばれている。「むかい目」という独特のデザインによる千住絵馬が多く納められている。参道入り口に位置する吉田絵馬屋では代々「むかい目」の絵馬を作っている。

## 交通アクセス
- 北千住駅より徒歩7分。